# Sturzkampfgeschwader 162
Das Sturzkampfgeschwader 162 „Immelmann“ war ein Verband der Luftwaffe der Wehrmacht vor dem Zweiten Weltkrieg. Als Sturzkampfgeschwader, ausgestattet mit Sturzkampfbombern vom Typ Arado Ar 65, Henschel Hs 123, Heinkel He 50 und Heinkel He 51, bildete es Bomberbesatzungen für Luftangriffe mit Bomben aus. Das Geschwader war nach Max Immelmann benannt, einem der bekanntesten deutschen Jagdflieger des Ersten Weltkrieges. Seine Erfolge im Luftkampf trugen ihm bei seinen Gegnern den Beinamen „Adler von Lille“ ein. Er erhielt die höchste Tapferkeitsauszeichnung Preußens – den Orden Pour le Mérite. Aufgrund dieses Ehrennamens waren die Geschwaderangehörigen berechtigt, am rechten Unterarm einen Ärmelstreifen mit der Aufschrift „Geschwader Immelmann“ zu tragen.

## Geschichte
Der Geschwaderstab und die I. Gruppe entstanden im Rahmen der Aufrüstung der Luftwaffe am 1. April 1936 in Schwerin. (Lage) Zeitgleich bildete sich in Lübeck-Blankensee (Lage) die II. Gruppe, während die III. Gruppe erst am 1. April 1937 in Anklam (Lage) zum Geschwader trat.
Anfangs flog das Geschwader mit der Arado Ar 65, der Heinkel He 50 und 51, später mit der Henschel Hs 123. Am 15. November 1936 wurde der Geschwaderstab aufgelöst, während die I. Gruppe am 1. Mai 1939 in die I. Gruppe des Sturzkampfgeschwaders 2 umfirmierte. Die II. Gruppe erhielt am 1. April 1937 die neue Bezeichnung I. Gruppe des Sturzkampfgeschwaders 167 und die III. Gruppe am 1. Oktober 1937 als I. Gruppe des Sturzkampfgeschwaders 163.

## Kommandeure

### Geschwaderkommodore
| Dienstgrad | Name           | Zeit                                |
| ---------- | -------------- | ----------------------------------- |
| Oberst     | Eberhard Baier | 1. April 1936 bis 15. November 1936 |

### Gruppenkommandeure
I. Gruppe
- Major Hans-Hugo Witt, 1. April 1936 bis 1. April 1937[5]
- Hauptmann Ulrich Schmidt, 1. November 1938 bis 1. Mai 1939

II. Gruppe
- Hauptmann Hans-Jürgen von Cramon-Taubadel, 1. April 1936 bis 1. April 1937[6]

III. Gruppe
Major Alexander Holle, 1. April 1937 bis 1. Oktober 1937

## Bekannte Geschwaderangehörige
- Arnulf Blasig (1913–1998), war ein Oberst der Luftwaffe der Bundeswehr
- Bernd von Brauchitsch (1911–1974), war ein Manager und Vorsitzender der Landesvereinigung der Schleswig-Holsteinischen Arbeitgeberverbände, des Arbeitgeberverbandes für die Chemische Industrie und Kunststoffverarbeitung Schleswig-Holsteins sowie des Wirtschaftsverbandes Asbest und saß im Vorstand der Bundesvereinigung der Deutschen Arbeitgeberverbände
- Paul-Werner Hozzel (1910–1997), war als Brigadegeneral in der Luftwaffe der Bundeswehr, Chef des Stabes des Kommandos der Alliierten Streitkräfte Ostseezugänge
- Kurt Kuhlmey (1913–1993), war von 1968 bis 1971, als Generalmajor der Luftwaffe der Bundeswehr, Kommandeur des Lufttransportkommandos